# Max Factor

Max Factor logo

Max Factor & Company är ett internationellt kosmetikeföretag, som grundades 1909 av polsk-amerikanen Maksymilian Faktorowicz, även känd som Max Factor sr. 1991 köptes företaget av Procter & Gamble, som säljer företagets produkter över hela världen.